# دانيلا تايلور
دانيلا تايلور (بالإنجليزية: Danielle Taylor)‏ هي فنانة الدفاع عن النفس أمريكية، ولدت في 25 أكتوبر 1989 في لانكستر في الولايات المتحدة.

## وصلات خارجية
- دانيلا تايلور على موقع يو إف سي (الإنجليزية)
- دانيلا تايلور على موقع شيردوغ (الإنجليزية)
- دانيلا تايلور على موقع Tapology.com (الإنجليزية)
- دانيلا تايلور على موقع إي إس بي إن (الإنجليزية)
- دانيلا تايلور على موقع IMDb (الإنجليزية)